# Берлин, Павел Абрамович
Павел Абрамович Берлин (16 декабря 1878, Ростов-на-Дону — 12 апреля 1962, Париж) — русский публицист.

## Биография
Родился в Ростове-на-Дону (Область Войска Донского) в еврейской купеческой семье, поселившейся в городе в 1872 году. Семья жила на Малой садовой улице, дом № 23. Мать — Татьяна Исааковна Берлин — была зачислена в купеческое сословие 13 декабря 1879 года.
Учился в Ростово-донском реальном училище, на медицинском факультете Цюрихского университета, юридическом факультете Берлинского университета. В 1898—1907 годах жил в Берлине. С 1907 года — в Санкт-Петербурге. Печатался в «Жизни», Современном слове (член редколлегии), Новом журнале для всех, Новой жизни, «Образовании», Русской мысли, Вестнике Европы, «Научном Обозрении», «Народном Хозяйстве», «Современном Мире», «Еврейском Мире».
В 1922 году эмигрировал, жил в Берлине. С 1928 года жил во Франции. Состоял членом комитета объединенной русско-еврейской интеллигенции (1938), членом правления возобновившего после войны свою деятельность объединения русско-еврейской интеллигенции (1946), членом комитета имени Я. Л. Тейтеля (1946). Сотрудничал в газете «Новое русское слово», журналах «Русские записки», «Новый журнал», «Социалистический вестник» и других. Писал статьи по вопросам экономики, политики, кооперации.
Умер 12 апреля 1962 года. Похоронен на кладбище Банье.

## Избранное
- Пасынки цивилизации и их просветители (1905)
- Германия накануне революции 1848 г. Архивная копия от 10 мая 2019 на Wayback Machine (1906)
- Первый немецкий парламент (1906)
- Очерк развития экономических учений XIX в. (1907)
- Политические партии на Западе (1907)
- Карл Маркс и его время (1909)
  - Неизвестный Карл Маркс : жизнь и окружение. — Москва : Эксмо : Алгоритм, 2012. — 286 с. — (Гении и злодеи) — ISBN 978-5-699-54610-7
- Русская буржуазия в старое и новое время. — Москва : Книга, 1922. — 308 с.

## Семья
Брат — Яков (1880—1923) — историк, культуролог, этнограф.